# ULTRA-DATE!
『ULTRA-DATE!』（ウルトラ・デート）は、ULTRA-PRISMのアルバム。2011年9月21日にGrolyHeavenから発売された。

## 概要
ULTRA-PRISMがメジャーデビューして初めてリリースしたアルバム。シングルとしてリリースした楽曲を含め、全15曲を収録している。『侵略ノススメ☆』など一部の楽曲については「ULTRA-PRISM ver.」としてセルフカバーを行って再収録している。

## 批評
CDジャーナルは「月宮うさぎの歌声はとことんハイ・テンション、小池雅也のギターもハードに唸る」と評した。

## 収録曲
全曲　作詞：月宮うさぎ　作曲・編曲：小池雅也（特記以外）
1. ULTRA-DATE!
2. だだだだっしゅ!
3. みらくる☆ちゃんす
テレビアニメ『Rio RainbowGate!』エンディングテーマ
4. www.in just night
5. るーるぶっくを忘れちゃえ（ULTRA-PRISM ver.）
作詞：畑亜貴　作曲：高田暁　編曲：高田暁・小池雅也
テレビアニメ『そふてにっ』オープニングテーマ
シングルリリース時は「ULTRA-PRISM with 白玉中ソフトテニス部（cv.伊藤かな恵、喜多村英梨、伊藤静、明坂聡美、矢作紗友里）」名義
6. A.N.K.G. （Instrumental）
7. 侵略ノススメ☆（ULTRA-PRISM ver.）
テレビアニメ『侵略!イカ娘』オープニングテーマ
シングルリリース時は「ULTRA-PRISM with イカ娘（金元寿子）」名義
8. マジカル☆ちぇんじ!
9. Princess a la mode（ULTRA-PRISM ver.）
PCゲーム『D-EVE in you』生方由芽ルートエンディングテーマ（原曲歌手：生方由芽（上田朱音））
10. Star☆tin'
PCゲーム『トロピカルKISS』エンディングテーマ
11. Pinkish〜ふぉーちゅーんはぁと〜
12. high☆space
13. A place of Love（Instrumental）
14. ラブプレイス
15. みらくる☆ちゃんす（Swinging dimension Mix）
編曲：市川裕一